# Breil (Maine-et-Loire)
Breil ist eine Ortschaft und eine Commune déléguée in der französischen Gemeinde Noyant-Villages mit 240 Einwohnern (Stand 1. Januar 2022) im Département Maine-et-Loire in der Region Pays de la Loire. Die Einwohner werden Breillois genannt.
Breil wurde am 15. Dezember 2016 mit 13 weiteren Gemeinden, namentlich Auverse, Broc, Chalonnes-sous-le-Lude, Chavaignes, Chigné, Dénezé-sous-le-Lude, Genneteil, Lasse, Linières-Bouton, Meigné-le-Vicomte, Méon, Noyant und Parçay-les-Pins zur neuen Gemeinde Noyant-Villages zusammengeschlossen.

## Geografie
Breil liegt etwa 50 Kilometer östlich von Angers in der Landschaft Baugeois. Der Ort liegt am Lathan. 

## Bevölkerungsentwicklung
| Jahr                       | 1962 | 1968 | 1975 | 1982 | 1990 | 1999 | 2006 | 2013 |
| Einwohner                  | 524  | 459  | 414  | 308  | 289  | 309  | 274  | 277  |
| Quellen: Cassini und INSEE |      |      |      |      |      |      |      |      |

## Sehenswürdigkeiten
- Kirche Notre-Dame aus dem 12./13. Jahrhundert
- Benediktinerpriorat Saint-Denis-Sainte-Geneviève aus dem 12. Jahrhundert
- Schloss Lathan aus dem 17./18. Jahrhundert, Monument historique seit 1999, mit 50 Hektar großem Park
- Herrenhaus La Cigogné aus dem 17. Jahrhundert
- Wassermühle von Jau, seit 1952 Monument historique